# Adam Cichon
Adam Cichon (ur. 20 października 1975 w Lublińcu) to niemiecki piłkarz polskiego pochodzenia występujący na pozycji pomocnika.

## Kariera klubowa
Swoją karierę zaczynał w klubie 1. FC Köln, jednakże nigdy nie zadebiutował w barwach pierwszego zespołu. W 1998 roku przeszedł do innego klubu z Kolonii, SC Fortuny. Występował tam aż do 2002 roku. Na początku 2003 roku został zawodnikiem Widzewa Łódź. Później grał także w barwach innego polskiego klubu, Polonii Warszawa. Gdy opuścił Polskę, zdecydował się wyjechać do Austrii, gdzie występował w takich klubach jak SV Bad Aussee i FC Gratkorn. W tym ostatnim zespole występował do końca sezonu 2009/10.